# Evangelische Kirche (Andel)

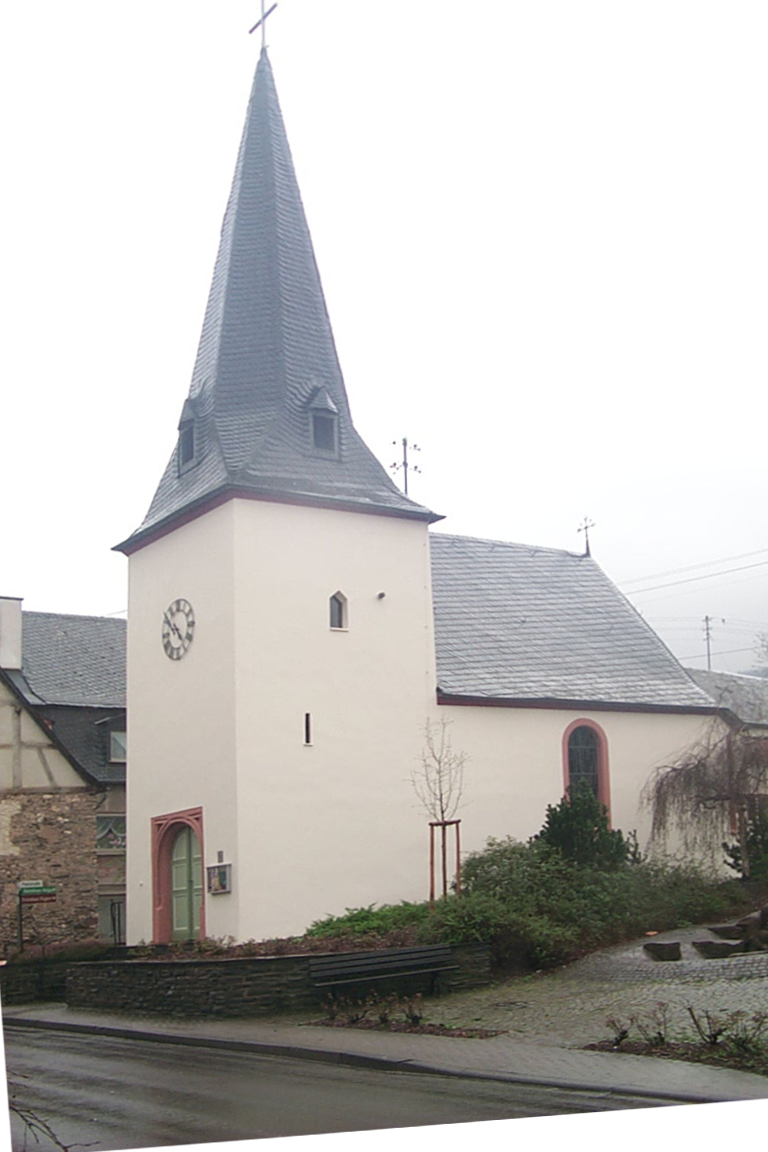
Der Andeler Dom

Die in den Jahren 1717 bis 1719 erbaute evangelische Kirche in Andel, heute ein Stadtteil von Bernkastel-Kues, im Volksmund auch Andeler Dom genannt, ist eine größere Kapelle. 

## Geschichte
Auch wenn heute ein Ortsteil von Bernkastel-Kues, gehörte Andel im alten Reich nicht zum katholischen, trierischen Bernkastel, sondern zur Grafschaft Veldenz und damit bis heute zur lutherisch geprägten Evangelischen Kirchengemeinde Mülheim an der Mosel. Der Ort Andel hatte bis zum Beginn des 19. Jahrhunderts (um 1830) etwa 170 Einwohner in 42 Häusern, von denen 130 lutherisch und 40 katholisch waren.
Beim Neubau der Kirche wurde der Kern des Turms des Vorgängerbaus einbezogen. Heute wird das Simultaneum von der katholischen Gemeinde Bernkastel-Kues nur noch selten genutzt.

## Orgel
Die Kleinorgel ohne Pedal von 1972 stammt aus der Orgelwerkstatt Oberlinger. 

## Ausstattung
Von 1965 bis 1966 wurde der Innenraum vom Morbacher Bildhauer Klaus Rothe neu gestaltet. Die Kapelle erhielt eine neue Kanzel, einen neuen Altartisch und einen neuen Taufstein.

## Glocken
Die Glocken wurden 1476 und 1488 vom Luxemburger Meister Clas von Enen gegossen und gehören zu den ältesten der Mittelmosel.

## Nutzung
In der Kirche findet etwa jeden zweiten Sonn- und Feiertag ein Gottesdienst der Evangelischen Kirchengemeinde Mülheim statt, die zum Kirchenkreis Trier der Rheinischen Landeskirche gehört. Den etwa 950 Gemeindegliedern (plus etwa 450 aus der Diaspora) dienen außer den in Mülheim und Andel noch eine weitere Simultankirche in Brauneberg. Andel selbst hat etwa 800 überwiegend evangelische Einwohner. Gottesdienste sind typischerweise um 10:30 Uhr, manchmal auch zu einer anderen Uhrzeit. Die Kapelle darf von der katholischen Kirche für Amtshandlungen weiterhin mitbenutzt werden.